# Myosotis rehsteineri
Myosotis rehsteineri är en strävbladig växtart som beskrevs av Warten. Myosotis rehsteineri ingår i släktet förgätmigejer, och familjen strävbladiga växter. Inga underarter finns listade i Catalogue of Life.

## Bildgalleri

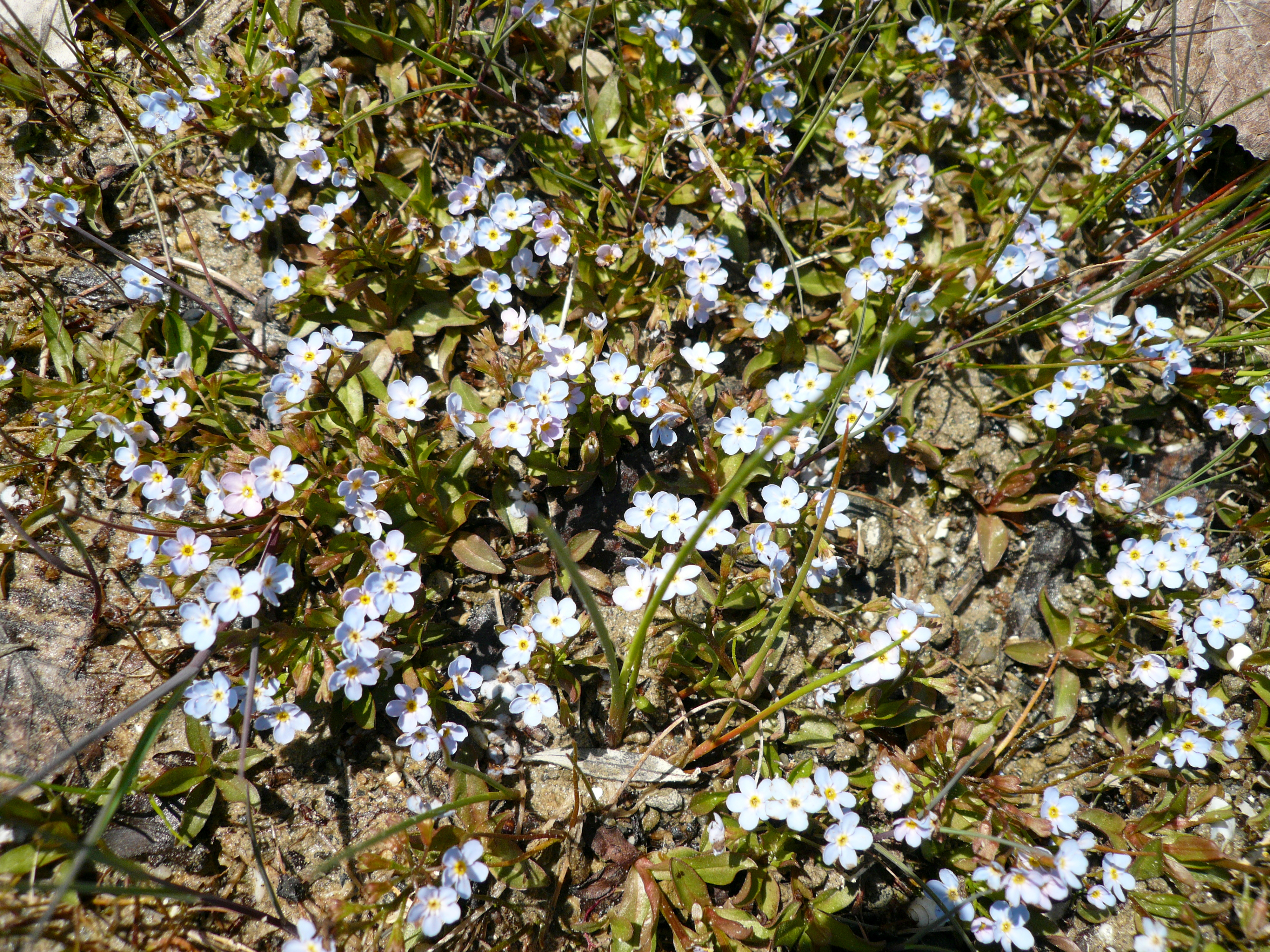
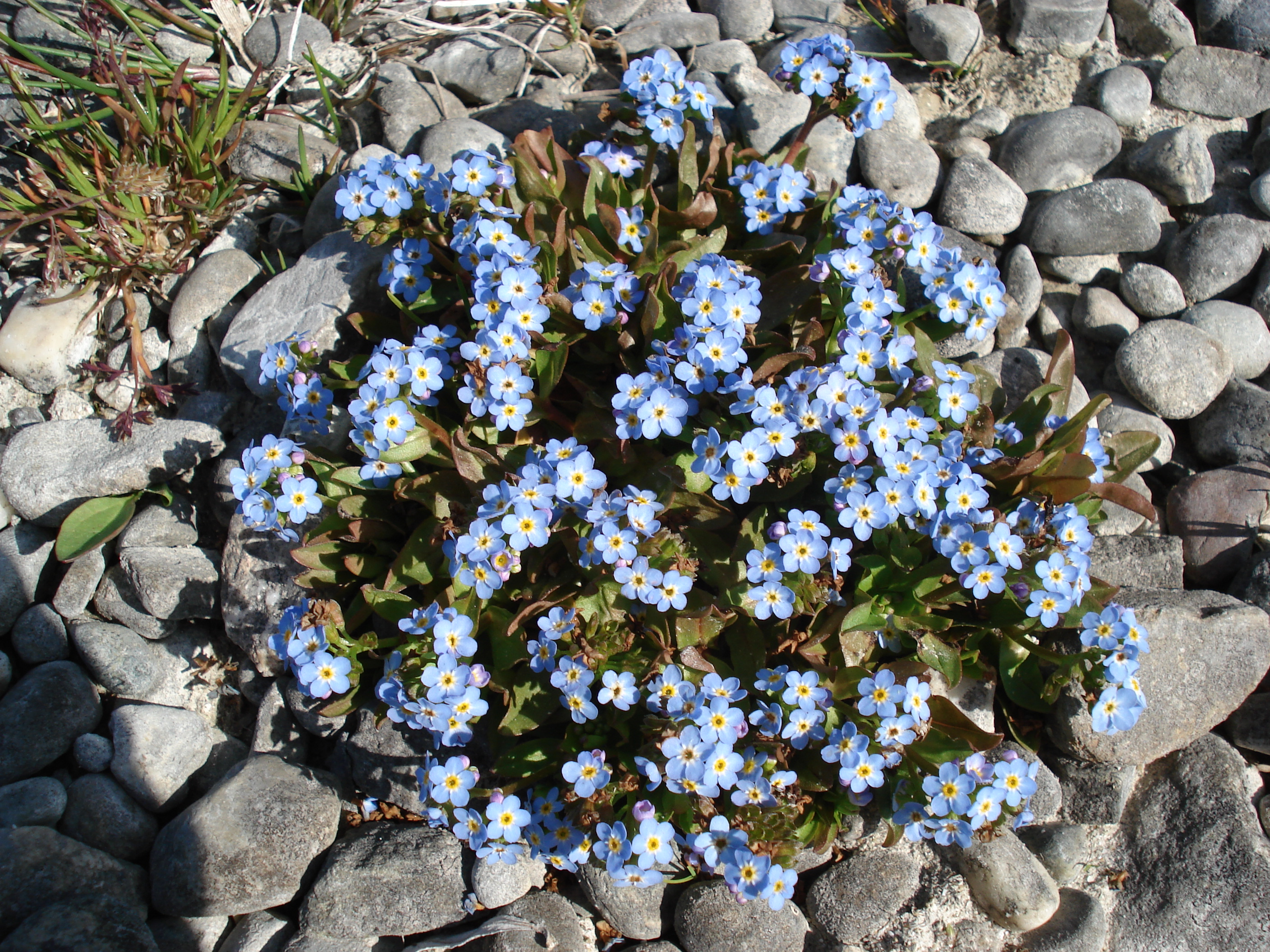